# Justin Gatlin
Justin Gatlin (født 10. februar 1982 i Brooklyn, New York City), er en amerikansk sprinter som gør sig bedst på 100-meterdistancen, men som dog også løber 200 m med succes. Han ramte topformen i den olympiske finale i 2004, hvor han vandt 100-meteren i tiden 9,85 sek.
Året efter ramte han igen den rigtige form på det rigtige tidspunkt. Han vandt 100 og 200 meteren ved VM i atletik i Helsinki i tiderne 9.88 og 20.04. Den 12. maj 2006 ved et stævne i Qatar tangerede han den daværende verdensrekord på 9.77 sat af Asafa Powell. Han har dog stadigt langt til verdensrekorden i 200 meter fra 2009, som lyder på 19.19 og indehaves af Usain Bolt.

## Dopingmisbrug
Gatlin fik i 2006 fire års karantæne for dopingmisbrug.